# Вавел Рамкалаван
Вавел Рамкалаван (англ. Wavel Ramkalawan нар. 15 березня 1961) — сейшельський політик, депутат Національної асамблеї з 1993, голова партії Сейшельський демократичний альянс, Сейшельської національної партії та лідер опозиції 1998—2020. Переміг на президентських виборах у жовтні 2020.

## Біографія
Народився в 1961 році на острові Мае. Розпочав освіту в елітному Сейшельському коледжі. Потім продовжив навчання в Богословському коледжі св. Павла на Мавркії та в Бірмінгемському університеті у Великій Британії, де вивчав теологію. В 1985 році був висвячений на пастора. Повернувшись на Сейшели, розпочав пастирську діяльність.
В 1990 році почав брати участь у політичному житті країни, яка тоді була однопартійною — на чолі з Народним прогресивним фронтом Сейшельських островів (ФНП) з президентом Франс-Альберт Рене. Під час своїх виступів та проповідей він проповідував необхідність більшої політичної свободи та поваги прав людини. В 1991 разом з іншими активістами заснував партію дисидентів «Сесельва», ставши її лідером. Під впливом опозиційних груп, що виникали і зміцнювалися, влада вирішила запровадити багатопартійну систему в країні, що призвело до перших багатопартійних парламентських виборів в 1993 році. Партія Сесельва приєдналася до коаліції під назвою «Об'єднана опозиція» разом з двома іншими опозиційними партіями. Об'єднана опозиція набрала 9 % голосів і здобула одне місце в Національних зборах, яке обійняв Вавель Рамкалаван.
На наступних виборах в 1998 р. Коаліція здобула 27 % голосів, а сам Рамкалаван зберіг місце депутата, обійнявши позицію лідера опозиції в парламенті. Того ж року очолив Сейшельську національну партію (СНП), яка була заснована на базі Об'єднаної опозиції. На парламентських виборах у 2002 та 2007 роках поновив місце депутата, представляючи район Сент-Луїса незмінно з 1998 року.
В 1998 вперше взяв участь у президентських виборах, в яких він посів друге місце з 19,53 % голосів, програвши чинному президенту Рене. На виборах 2001 року він знову програв Рене, набравши вже 44,95 % голосів. В 2006 році він втретє взяв участь у виборах, в яких програв наступнику Рене, президенту Джеймсу Мішелю, здобувши 45,71 %. На президентських виборах, призначених на 19-21 травня 2011 року, Джеймс Мішель знову був його суперником.
На президентських виборах 25 жовтня 2020 року Рамкалаван переміг чинного президента Денні Фора. За даними виборчої комісії, він набрав 54,9 % поданих голосів.